# لويس خافيير غاريدو
لويس خافيير غاريدو (بالإسبانية: Luis Javier Garrido)‏ هو كاتب مكسيكي، ولد في 1941 في مدينة مكسيكو في المكسيك، وتوفي في 2 فبراير 2012.